# Stellaria venezuelana
Stellaria venezuelana là loài thực vật có hoa thuộc họ Cẩm chướng. Loài này được Steyerm. miêu tả khoa học đầu tiên năm 1951.